# Pottos
Die Pottos (Perodicticus) sind eine aus drei Arten bestehende Primatengattung aus der Familie der Loris (Lorisidae). Der Name kommt vermutlich aus einer Niger-Kongo-Sprache, in der pata schwanzloser Affe bedeutet. Mit dem Falschen Potto wurde in den 1990er-Jahren eine nahe verwandte Art beschrieben, deren systematischer Status umstritten ist.

## Merkmale
Pottos erreichen eine Kopfrumpflänge von 30 bis 40 Zentimetern, der Schwanz ist ein 3 bis 10 Zentimeter kurzer Stummel. Ihr Gewicht beträgt 0,9 bis 1,6 Kilogramm, sie zählen damit zu den größeren Vertretern der Loris. Das Fell ist dicht und wollig, seine Färbung variiert an der Oberseite von grau bis rotbraun, die Unterseite ist heller. Der Zeigefinger ist rückgebildet und der Daumen kann den anderen drei Fingern gut gegenübergestellt werden. Damit erreichen sie einen festen Griff um die Äste. An den zweiten Zehen der Hinterbeine haben sie die für Feuchtnasenaffen typische Putzkralle. Ein charakteristisches Merkmal der Pottos sind die stark vergrößerten Dornfortsätze der hinteren Hals- und der vorderen Rückenwirbel, die man als deutliche Höcker erkennen kann. Früher hielt man diese Dornen für Verteidigungswaffen, sie dürften jedoch eher bei der Interaktion der Tiere eine Rolle spielen, bei der Pottos mit eingezogenen Köpfen ihre Genickregionen aneinander reiben.

## Verbreitung und Lebensraum
Pottos sind im tropischen Afrika beheimatet, ihr Verbreitungsgebiet erstreckt sich in einem Streifen von Guinea bis in den Norden der Demokratischen Republik Kongo und das westliche Kenia. Ihr Lebensraum sind Wälder, wobei sie mit dichtem Unterholz bestandene Gebiete wie Sekundärwälder bevorzugen und auch in Gebirgswäldern bis 2600 Meter Höhe vorkommen.

## Lebensweise und Nahrung
Pottos sind nachtaktive Baumbewohner, die tagsüber im dichten Blätterwerk schlafen und nie auf den Boden kommen. Ihre Bewegungen sind langsam und bedächtig wie die aller Loris, ihr Griff um die Äste ist fest und kaum mit Gewalt lösbar. Sie halten sich auf den Bäumen meist in 5 bis 30 Metern Höhe auf.
Pottos bewohnen feste Territorien, aus denen die gleichgeschlechtlichen Artgenossen vehement vertrieben werden, Reviere von Männchen und Weibchen können sich jedoch überlappen. Reviere der Weibchen sind 6 bis 9 Hektar, die der Männchen 9 bis 40 Hektar groß. Mit Urinspuren auf den Ästen markieren Pottos ihr Revier.
Im Gegensatz zu den anderen Loris ernähren sich Pottos hauptsächlich von Früchten, gelegentlich nehmen sie auch Baumsäfte und Insekten zu sich.

## Fortpflanzung
Nach rund 200-tägiger Tragzeit bringt das Weibchen ein, selten zwei, Jungtiere zur Welt. Zunächst klammern sie sich an den Bauch der Mutter, später an deren Rücken oder wird während der Nahrungssuche in den Blättern versteckt. Nach rund vier bis fünf Monaten werden sie entwöhnt und mit rund eineinhalb Jahren sind sie geschlechtsreif. In menschlicher Obhut können sie über 26 Jahre alt werden.

## Arten
Wurden bis vor kurzem alle Pottos einer Art zugerechnet, so werden heute drei Arten anerkannt, von denen eine in drei Unterarten unterteilt wird.
- Der Potto (Perodicticus potto), der vom Senegal bis zur Nigermündung verbreitet ist.
- Der Kamerun-Potto (Perodicticus edwardsi), der zwischen Nigermündung und dem Kongo vorkommt.
- Der Ostafrika-Potto (Perodicticus ibeanus), der im Norden der Demokratischen Republik Kongo, im nordwestlichen Burundi, in Ruanda, Uganda und im Westen Kenias verbreitet ist.

## Gefährdung
Pottos sind weit verbreitet und relativ anpassungsfähig, sie können auch in der Nähe des Menschen leben. Gebietsweise stellen die Zerstörung ihres Lebensraums und die Bejagung Bedrohungen dar, insgesamt ist die Art laut IUCN nicht gefährdet (least concern).